# Jacques Doubinsky
Jacques Doubinsky (Ucrania; 26 de marzo de 1889 - Francia; 18 de febrero de 1959) fue un anarquista ucraniano de origen judío.

## Vida
Doubinsky nació el 26 de marzo de 1889 en una familia de judíos artesanos en Ucrania, y su verdadero nombre era Yakov Dubinsky. Durante la revolución rusa, participó en el movimiento anarquista maknovista. Después de la derrota y persecución del movimiento por parte del gobierno bolchevique se desplazó hasta Bulgaria. Allí fue activo en el movimiento anarquista hasta el golpe militar de 1923. Entonces, fue detenido y torturado. Consiguió escapar y se instaló en París, Francia.
En París se movió entre las comunidades anarquistas en el exilio, especialmente con la rusa, ucraniana, búlgara y yiddish. Se hizo amigo del anarquista ruso y también judío Volin. Junto a Volin, Alexander Berkman, Senya Fleshin y Mollie Steimer fundó el Grupo de Apoyo Mutuo de París en 1927, cuya labor se centraba en apoyar a exiliados anarquistas, especialmente rusos, italianos, españoles, portugueses y búlgaros.
Junto a su esposa Rosa, fundaron una librería anarquista judía llamada L'Autodidacte. Su actividad tuvo que ser suspendida, y ellos ocultarse, con la llegada de la guerra. Cuando la guerra llegó a su fin, continuó con sus actividades anarquistas. Junto a antiguos compañeros de Volin fundaron una asociación, Les Amis de Voline, que se encargaría de publicar la obra de Volin sobre la revolución rusa, "La revolución desconocida". Igualmente, junto a David y Golda Stetner fundaron un grupo anarquista judío Der Frayer Gedank-La Libre Pensee (Pensamiento libre). Colaboró activamente con los anarquistas búlgaros perseguidos por el régimen comunista de aquel país, mediante la Commision d'Aide aux Antifascistes Bulgares, y con la publicación de un texto con el título de "Bulgarie, nouvelle Espagne" (Bulgaria, la nueva España).
Hizo varias visitas a los Estados Unidos, manteniendo contacto con círculos anarquistas en dicho país. Murió el 18 de febrero de 1959.
Sebastien Doubinsky, escritor y nieto de Jacques, en su novela Les vies paralleles de Nikolas Bakhmaltov basa parte de la historia en la vida de su abuelo.

## Obras
- Jacques Doubinsky, La Bulgarie: nouvelle Espagne. Paris: Commision d'aide aux antifascistes de Bulgarie, 1948.